# Nový Harcov
Nový Harcov – część miasta ustawowego Liberec. Znajduje się we wschodniej części miasta. Zarejestrowanych jest tutaj 131 adresów i mieszka na stałe ponad 300 osób.